# قطعنامه ۸۵۴ شورای امنیت
قطعنامه ۸۵۴ شورای امنیت سازمان ملل متحد که در تاریخ ۰۶ اوت ۱۹۹۳ تصویب شد، سندی بین‌المللی دربارهٔ آبخاز، گرجستان است. این قطعنامه طی نشست ۳۲۶۱ام با ۱۵ رای موافق، ۰ مخالف و ۰ ممتنع تصویب شد.